# Careca
Antônio de Oliveira (Araraquara, Brasil, 5 de octubre de 1960), conocido popularmente como Careca —en homenaje al popular payaso brasileño "Carequinha"—, es un exfutbolista brasileño.

## Biografía
Careca comenzó su carrera en 1978, de manera fulgurante como la mayoría de los grandes cracks de la historia del fútbol mundial y fue jugando para el Guaraní de la ciudad de Campinas en Brasil. En ese mismo año y antes de cumplir los 18 años fue fundamental para lograr la hazaña, de conseguir el primer y único título nacional en la historia del Guaraní en el Brasileirao de 1978, anotando un gol en la final de vuelta en Campinas contra el favorito Palmeiras ganando 1-0 (el global fue 2-0). En 1983 fue transferido al São Paulo, donde permaneció hasta 1987. 
Fue trasferido al SSC Nápoli en 1987, formando un trío de ataque poderoso con Bruno Giordano y Diego Maradona. En su primera temporada convirtió 13 goles, pero su segunda temporada fue más exitosa, consiguiendo una Copa UEFA y el subcampeonato de la Serie A. El scudetto llegaría en 1990, la última temporada que jugaría junto a Maradona.
Jugaría tres temporadas más en Nápoles, hasta ser transferido al Kashiwa Reysol de la J. League. Allí permanecería hasta 1997, cuando regresaría al Santos de Brasil. Tras una temporada allí pasó al Esporte Clube São José, donde se retiraría en 1999. Careca abandonó su retiro por un corto tiempo para jugar en el Garforth Town de la novena división inglesa.

## Selección nacional
Careca disputó un total de 60 partidos con la selección brasileña en los que marcó 29 tantos. En 1982 a los 21 años era uno de los mejores delanteros del Brasil y era titular fijo en la escuadra de Telê Santana, pero una fuerte lesión le impidió estar en la cita mundialista de España. Luego cumplió su mejor actuación con la selección en México en la Copa Mundial de Fútbol de 1986 donde gracias a su buen fútbol y dotes de goleador, consiguió ser la bota de plata del torneo con cinco goles por detrás de Lineker. En ese mundial anotó un gol a Argelia, uno a Irlanda del Norte, dos a Polonia en octavos y un gol a Francia en cuartos de final. 
Cuatro años después, en la Copa Mundial de Fútbol de 1990 en Italia, comandó el ataque carioca, anotando los dos goles de la victoria 2-1 frente a Suecia en el debut, la escuadra verdeamarilla ganó los tres partidos de la fase de grupos, pero Brasil solo llegó a octavos de final, cayendo ante la Argentina por 1-0.

### Participaciones en Copas del Mundo
| Mundial                        | Sede   | Resultado        | Partidos | Goles |
| ------------------------------ | ------ | ---------------- | -------- | ----- |
| Copa Mundial de Fútbol de 1986 | México | Cuartos de final | 5        | 5     |
| Copa Mundial de Fútbol de 1990 | Italia | Octavos de final | 4        | 2     |

### Participaciones en Copa América
| Copa              | Sede          | Resultado      | Partidos | Goles |
| ----------------- | ------------- | -------------- | -------- | ----- |
| Copa América 1983 | Sin sede fija | Subcampeón     | 5        | 0     |
| Copa América 1987 | Argentina     | Fase de grupos | 2        | 1     |

## Cualidades
Careca era un nueve puro. Sería de los primeros brasileños en triunfar en Europa llegando ya con el "juego europeo" de serie: las virtudes físicas y los conceptos tácticos muy bien aprendidas y una interpretación del juego a la contra fuera de serie, por lo que fue un aliado perfecto para centrocampistas con buen pase.
Quizás su mejor virtud fuera la capacidad de desmarque. Conseguía ganarle la espalda a los defensores o dibujaba un movimiento para que cuando recibiera el balón al pie, no tuviera a nadie que le taponara la carrera o su buen disparo de media distancia. También tenía una velocidad increíble, que le permitía medirse en velocidad con sus marcadores con mucha seguridad de que podría llegar a superarle.
Y como todo buen delantero, el disparo es fundamental y el de Careca no se quedaba atrás del de otros goleadores de su momento. Si bien resultaba extraño ver a un brasileño tener un disparo tan "alemán" por decirlo de alguna manera; tendía a optar por la potencia antes que por la precisión, pero gracias a su calidad, regalaba alguna improvisación en el tiro que pillaba a todos por sorpresa.

## Estadísticas
Datos actualizados al fin de la carrera deportiva.
| Guarani · Brasil |               |               |     |     |     |     |    |    |    |     |     |      |      |
| 1.ª | 1978          | 28            | 13  | 21  | 12  | -   | -  | -  | -  | 49  | 25  | 0.51 |      |
| 1.ª | 1979          | 1             | 0   | 49  | 16  | -   | -  | 7  | 0  | 57  | 16  | 0.28 |      |
| 1.ª | 1980          | 17            | 7   | 38  | 16  | -   | -  | -  | -  | 55  | 23  | 0.41 |      |
| 2.ª | 1981          | 13            | 8   | 34  | 13  | -   | -  | -  | -  | 47  | 21  | 0.44 |      |
| 1.ª | 1982          | 17            | 18  | 28  | 11  | -   | -  | -  | -  | 45  | 29  | 0.64 |      |
| Total club | Total club    | 76            | 46  | 170 | 68  | 0   | 0  | 7  | 0  | 253 | 114 | 0.45 |      |
| São Paulo · Brasil |               |               |     |     |     |     |    |    |    |     |     |      |      |
| 1.ª | 1983          | 20            | 17  | 33  | 15  | -   | -  | -  | -  | 53  | 32  | 0.60 |      |
| 1.ª | 1984          | -             | -   | 37  | 14  | -   | -  | -  | -  | 37  | 14  | 0.37 |      |
| 1.ª | 1985          | 17            | 12  | 31  | 23  | -   | -  | -  | -  | 48  | 35  | 0.72 |      |
| 1.ª | 1986          | 30            | 25  | 13  | 7   | -   | -  | -  | -  | 43  | 32  | 0.74 |      |
| 1.ª | 1987          | 9             | 9   | 1   | 0   | -   | -  | 2  | 1  | 12  | 10  | 0.83 |      |
| Total club | Total club    | 76            | 63  | 115 | 59  | 0   | 0  | 2  | 1  | 193 | 123 | 0.63 |      |
| Napoli · Italia |               |               |     |     |     |     |    |    |    |     |     |      |      |
| 1.ª | 1987-88       | 26            | 13  | -   | -   | 7   | 5  | 1  | 0  | 34  | 18  | 0.52 |      |
| 1.ª | 1988-89       | 30            | 19  | -   | -   | 10  | 2  | 12 | 6  | 52  | 27  | 0.51 |      |
| 1.ª | 1989-90       | 22            | 10  | -   | -   | 1   | 0  | 6  | 1  | 29  | 11  | 0.37 |      |
| 1.ª | 1990-91       | 29            | 9   | -   | -   | 7   | 3  | 2  | 0  | 38  | 12  | 0.31 |      |
| 1.ª | 1991-92       | 33            | 15  | -   | -   | 4   | 2  | -  | -  | 37  | 17  | 0.45 |      |
| 1.ª | 1992-93       | 24            | 7   | -   | -   | 3   | 3  | 4  | 0  | 31  | 10  | 0.32 |      |
| Total club | Total club    | 164           | 73  | 0   | 0   | 32  | 15 | 25 | 7  | 221 | 95  | 0.42 |      |
| Kashiwa Reysol Japón |               |               |     |     |     |     |    |    |    |     |     |      |      |
| 2.ª | 1993          | -             | -   | -   | -   | 7   | 5  | -  | -  | 7   | 5   | 0.71 |      |
| 2.ª | 1994          | 25            | 19  | -   | -   | 1   | 1  | -  | -  | 26  | 20  | 0.76 |      |
| 1.ª | 1995          | 30            | 10  | -   | -   | -   | -  | -  | -  | 30  | 10  | 0.33 |      |
| 1.ª | 1996          | 5             | 2   | -   | -   | 6   | 3  | -  | -  | 11  | 5   | 0.45 |      |
| Total club | Total club    | 60            | 31  | 0   | 0   | 14  | 9  | 0  | 0  | 74  | 40  | 0.54 |      |
| Santos · Brasil |               |               |     |     |     |     |    |    |    |     |     |      |      |
| 1.ª | 1997          | -             | -   | 9   | 2   | -   | -  | -  | -  | 9   | 2   | 0.22 |      |
| Total club | Total club    | 0             | 0   | 9   | 2   | 0   | 0  | 0  | 0  | 9   | 2   | 0.22 |      |
| São José · Brasil |               |               |     |     |     |     |    |    |    |     |     |      |      |
| 2.ª | 1998          | -             | -   | 3   | 0   | -   | -  | -  | -  | 3   | 0   | 0.00 |      |
| Total club | Total club    | 0             | 0   | 3   | 0   | 0   | 0  | 0  | 0  | 3   | 0   | 0.00 |      |
| Total carrera | Total carrera | Total carrera | 376 | 213 | 297 | 129 | 46 | 24 | 34 | 8   | 753 | 374  | 0.49 |
| (1) Incluye datos del Campeonato Paulista, Campeonato Gaucho. (2) Incluye datos de la Copa Italia, Supercopa de Italia, Copa J. League, Copa del Emperador. (3) Incluye datos de la Copa Libertadores, Copa de Campeones de Europa, Copa UEFA. (4) No se consideran goles en encuentros amistosos. |               |               |     |     |     |     |    |    |    |     |     |      |      |

### Selección nacional
| Selección       | Año   | Amistoso | Amistoso | Eliminatorias | Eliminatorias | Copa América | Copa América | Copa Mundial | Copa Mundial | Total | Total |
| Selección       | Año   | PJ       | G        | PJ            | G             | PJ           | G            | PJ           | G            | PJ    | G     |
| --------------- | ----- | -------- | -------- | ------------- | ------------- | ------------ | ------------ | ------------ | ------------ | ----- | ----- |
| Brasil · Brasil | 1982  | 4        | 0        | -             | -             | -            | -            | -            | -            | 4     | 0     |
| Brasil · Brasil | 1983  | 6        | 5        | -             | -             | 5            | 0            | -            | -            | 11    | 5     |
| Brasil · Brasil | 1985  | 5        | 2        | 2             | 1             | -            | -            | -            | -            | 7     | 3     |
| Brasil · Brasil | 1986  | 6        | 3        | -             | -             | -            | -            | 5            | 5            | 11    | 8     |
| Brasil · Brasil | 1987  | 2        | 1        | -             | -             | 2            | 1            | -            | -            | 4     | 2     |
| Brasil · Brasil | 1988  | 1        | 0        | -             | -             | -            | -            | -            | -            | 1     | 0     |
| Brasil · Brasil | 1989  | 3        | 1        | 3             | 5             | -            | -            | -            | -            | 6     | 6     |
| Brasil · Brasil | 1990  | 3        | 1        | -             | -             | -            | -            | 4            | 2            | 7     | 3     |
| Brasil · Brasil | 1991  | 1        | 0        | -             | -             | -            | -            | -            | -            | 1     | 0     |
| Brasil · Brasil | 1992  | 2        | 0        | -             | -             | -            | -            | -            | -            | 2     | 0     |
| Brasil · Brasil | 1993  | 5        | 2        | 2             | 0             | -            | -            | -            | -            | 7     | 2     |
| Total           | Total | 38       | 15       | 7             | 6             | 7            | 1            | 9            | 7            | 61    | 29    |

## Palmarés

### Campeonatos regionales
| Título               | Equipo          | Región                     | Año  |
| -------------------- | --------------- | -------------------------- | ---- |
| Campeonato Paulista  | São Paulo F. C. | São Paulo                  | 1985 |
| Torneo Río-São Paulo | São Paulo F. C. | Río de Janeiro - São Paulo | 1985 |
| Campeonato Paulista  | São Paulo F. C. | São Paulo                  | 1987 |
| Torneo Río-São Paulo | São Paulo F. C. | Río de Janeiro - São Paulo | 1987 |
| Torneo Río-São Paulo | Santos F. C.    | Río de Janeiro - São Paulo | 1997 |

### Campeonatos nacionales
| Título              | Equipo                | País   | Año  |
| ------------------- | --------------------- | ------ | ---- |
| Brasileirao         | Guarani Futebol Clube | Brasil | 1978 |
| Brasileirao Serie B | Guarani Futebol Clube | Brasil | 1981 |
| Brasileirao         | São Paulo F. C.       | Brasil | 1986 |
| Serie A             | SSC Nápoli            | Italia | 1990 |
| Supercopa de Italia | SSC Nápoli            | Italia | 1990 |

### Copas internacionales
| Título       | Equipo              | Sede      | Año  |
| ------------ | ------------------- | --------- | ---- |
| Copa América | Selección de Brasil | Brasil    | 1989 |
| Copa UEFA    | SSC Nápoli          | Stuttgart | 1989 |

- Datos: Q342489
- Multimedia: Antonio de Oliveira Filho (Careca) / Q342489